# Jules Grévy
Jules Grévy (ur. 15 sierpnia 1813 w Mont-sous-Vaudrey, zm. 9 września 1891 tamże) – francuski polityk, prezydent Francji, adwokat, niezłomny republikanin.

## Życiorys
Od 1848 był członkiem lewicy Zgromadzenia Narodowego. Za II Cesarstwa wycofał się z życia publicznego. W latach 1871–1873 pełnił funkcję prezydenta Zgromadzenia Narodowego, ustąpił z powodu nieprzyjaźni prawicy. W 1876 był deputowanym do sejmu. W 1879 został prezydentem republiki. W 1885 został wybrany powtórnie, musiał jednak w 1887 ustąpić z powodu przewinienia swego zięcia, Daniela Wilsona.
Podczas prezydentury Grévy'ego rząd Jules'a Ferry'ego (1883–1885) prowadził agresywną politykę kolonialną w Afryce Północnej i południowo-wschodniej Azji. Za jego rządów generał Georges Boulanger (minister wojny latach 1886–1887) był bliski przejęcia władzy, lecz skończył na wygnaniu.
Jest autorem Discours politiques et judiciaires (1888).